# Батыр-хан (Казахское ханство)
Батыр-хан (??? — 1680) — казахский хан, правитель Казахского ханства предположительно с 1652 по 1672/1680 годы. Происхождение не известно, возможно сын Жанибек хана II или Есим хана. Так же есть версия о происхождении Батыр хана (Бахадур) из династии Шибанидов. Согласно Ж.Сабитову он имел следующую генеалогию: Бахадур-хан, сын Узар-хана, сына Шамай-хана, сына Тулак-ходжа-хана, сына Ибрахим-хана (Сибирский хан Ибак, правивший в 1470–1490-х годах), сына Махмудак-хана, сына Хаджи Мухаммед-хана (Золотоордынский хан, правивший в 1420-х годах).

## Правление
О правлении Батыр хана осталось очень мало сведений. Один из первых источников который упоминает о правлении Батыр хана - сарт Нурмухаммед Алиев, который в 1735 году прибыл в Уфу в качестве посла от хана Жолбарыса.
Скорее всего был избран старшим ханом казахов в 1652 году, после смерти Жангир-хана в сражении с джунгарами. Дети Жангира - Тауке, Аппак и Уали были еще молодыми, и не могли претендовать на верховную власть при живых старших родственниках. По некоторым сведениям при правлении Батыра, Тауке султан был его соправителем в Младшем жузе.
В 1654 году состоялся успешный поход казахов на джунгар. Это была первая победа казахов с битвы в Орбулаке 1643 году. За это время в сражениях погибли два казахских хана - Жанибек II и Жангир, а казахи лишились части территории. Но благодаря междоусобицам джунгар в результате похода 1654 года были возвращены территории в Семиречии и восточном Казахстане. Так же в сражениях в плен был взят джунгарский князь Ондон, которого вернули только через 3 года.
Согласно русскому послу в Бухаре Борису Пазухину, в 1671 году казахи участвовали в междоусобицах между Аштраханидами, номинально верховным ханом Абдулазизом и его братом правителем Балха Субханкули. Несмотря на поддержку казахов и каракалпаков Абдулазиз не смог победить брата, и Бухарское ханство продолжило медленно распадаться на мелкие ханства и эмираты.
Точная дата смерти и данные о потомках Батыр хана неизвестны. После 1680 года Батыр хан перестает упоминаться в источниках, а верховным ханом уже с 1672 года называют Тауке хана.